# راؤول برانداو
راؤول برانداو (بالبرتغالية: Raul Brandão‏) هو عسكري وصحفي وكاتب برتغالي، ولد في 12 مارس 1867 في Foz do Douro ‏ في البرتغال، وتوفي في 5 ديسمبر 1930 في لشبونة في البرتغال.

## وصلات خارجية
- الموقع الرسمي
- راؤول برانداو على موقع IMDb (الإنجليزية)
- راؤول برانداو على موقع ديسكوغز (الإنجليزية)